# الجدل المحيط بالسينتولوجيا
منذ تأسيسها في العام 1954، توّرطت كنيسة السينتولوجيا في عدّة قضايا مثيرة للجدل، تتضمن موقفها من الطب النفسي، وشرعية الكنيسة دينيًّا، وعدوانية الكنيسة ضدّ أعدائها ومنتقديها المحتَمَلين، ودعاوى إساءة معاملة منتسبيها، ونشاطاتها الاقتصادية الاستغلالية، على سبيل المثال التكاليف الباهظة للتدريب الديني، وغيرها من الممارسات الاستغلالية. عند تسليط وسائل الإعلام الضوء على الانتهاكات المزعومة، عمِد ممثّلو الكنيسة إلى إنكار تلك المزاعم.

## السريّة
تضرب الكنيسة ستارًا كثيفًا من الغموض حول استخدامها لرموزها وأسماء نصوصها الدينية. يجدر بالذكر أن قانون الملكية الفكرية في الولايات المتحدة الأمريكية يسمح بـ«الاستعمال العادل» للمواد المنشورة بهدف التعليق، أو المحاكاة الساخرة، أو لأغراض أكاديمية...إلخ.، ورغم ذلك يقول منتقدو الكنيسة، مثل جيري أرمسترونغ، بأن الكنيسة تلجأ إلى النظام القضائي بشكل غير عادل ولا قانوني لإعاقة أيّ استعمال «عادل»، بما في ذلك كتم أي ذكرٍ لجوانب أوبرا الفضاء في دين الكنيسة، بما في ذلك قصة «زينو».
يذكر منتقدو الكنيسة الدعوى القضائية في العام 1995 التي رفعتها الكنيسة ضد صحيفة واشنطن بوست وشركاها. ضمن قضية أخرى رفعها مركز التكنولوجيا الدينية، وهو الجهة المخوّلة بالتصرّف في وثائق ل. رون هوبارد المحمية بحقوق النشر، لمنع صحفيّ في واشنطن بوست من كتابة وصف لتعاليم الكنيسة، بحجة أن ذلك يعد خرقًا لحقوق النشر، واعتداءً على سر المهنة، وأن نشر تعاليمهم للتكنولوجيا الحديثة، «سيسبّب أضرارًا روحية بالغةً، وكارثيّة» لأولئك الذين لم يستعدّوا لها. في معرِض قرارها لصالح صحيفة واشنطن بوست، ذكرت القاضي ليوني برينكيما:

## كنيسة السيانتولوجيا والطب النفسي
دارت العديد من القضايا المثيرة للجدل بخصوص علاقة كنيسة السيانتولوجيا بالطب النفسي منذ تأسيسها في العام 1952. تتّخذ كنيسة السيانتولوجيا موقفًا معارِضًا علنيًّا، يبلغ درجة العنف للطب النفسي وعلم النفس. يرى منتسبو السيانتولوجيا أن الطب النفسي مهنة بربرية فاسدة، وبدلًا منها يدعون إلى رعاية بديلة تقوم على الطب الروحاني. وفقًا لكنيسة السيانتولوجيا، فللطب النفسي تاريخ طويل من العلاجات المؤذية وغير اللائقة. تعرّضت هذه الآراء للنقاش والنقد والإدانة مِن قِبل الخبراء في المجتمع الطبي والعلمي، وكانت محطّ جدل عام.
يمكن القول بأن اعتراضات كنيسة السيانتولوجيا للأفكار العلمانية المتعلقة بالصحة النفسية، دينيّة المنشأ، وتقوم على الاعتقاد الراسخ بأن البشر كائنات مقدسة في جوهرها أفسدتها التجارب الفاسدة المتراكمة عبر عدة حيوات مختلفة. علاوة على ذلك، تزعم كنيسة السيانتولوجيا بأن التصوّر العلماني لماهية الصحة النفسية غير قائم على العلم بتاتًا، وهذا على النقيض تمامًا من مزاعم طب النفس وعلم النفس.
أسست الكنيسة منظمة مناهضة للطب النفسي باسم لجنة المواطنين لحقوق الإنسان، التي تعمل في متحف في هوليوود، بولاية كاليفورنيا يُدعى الطب النفسي: صناعة الموت. كُرِّس المتحف لانتقاد ما يصفها بأنها «صناعة يحرّكها بالكامل عامِل الربح». ينظّم المتحف العديد من العروض التي تُبرِز طرق علاج الطب النفسي الحيوي، مثل التقييد، والأدوية نفسيّة المفعول، والمعالجة بالتخليج الكهربائي، والجراحة النفسية (بما فيها الجراحة الفصية، وهو إجراء طبي توقف العمل به في ستينيات القرن العشرين).

## سياسة: هاجِم المهاجِم
اكتسبت كنيسة السيانتولوجيا سمعة سيئة بسبب مواقفها العدائية من أيّ أحد ينتقدها في المحافل العامة؛ أعلن بعض المدراء التنفيذيون في الكنيسة بأن السيانتولوجيا ليست دينًا يُدير خدّه الآخر لمهاجِمه؛ أيّ لا مكان للمسامحة لديهم. بدءًا من ستينيات القرن العشرين، اتهم العديد من الصحفيين والسياسيين ومنتسبين سابقن للساينتولوجي وغيرهم من المجموعات المناهضة لهذه الكنيسة بارتكاب أعمال غير شرعية. وردّت الكنيسة باستهداف هؤلاء المنتقدين، بلا استثناء تقريبًا، انتقامًا منهم عبر رفع دعاوٍ قضائية ضدهم، ونشر اتهامات علنية مضادة تتعلق بالسلوك الشخصي. أفاد العديد من منتقدي السيانتولوجيا بتلقّيهم التهديدات وتعرّضهم للمضايقات في حياتهم الخاصة.
تعكس نشاطات المنظمة سياسةً للتعامل مع النقد أرساها ل. رون هوبارد، تُدعى «هاجِم المُهاجِم». قنّن هوبارد هذه السياسة في النصف الثاني من عقد الستينيات في القرن العشرين، ردًّا على التحقيقات الحكومية بشأن منظمته. في العام 1966، كتب هوبارد نقدًا لسلوك المنظمة، واقترح اتخاذ «الإجراءات الصحيحة» لمهاجمة أعداء السيانتولوجيا عبر:
تحديد الجهة التي تهاجمنا.
اللجوء إلى المحققين من داخل المنظمة، لا من وكالات خارجية، للاستقصاء الشامل عن تلك الجهة للعثور على مخالفات أو حتى جرائم ارتكبتها.
الرد بالقول بأننا سنبدأ تحقيقًا يخصّ الجهة المنتقدة.
البدء بتسريب دليل ارتكاب تلك الجهة جرائم بشعة أو دموية أو جنسية إلى الصحافة.
ينبغي عدم الانحناء أمام أي موجة تحقيق بشأن منظمتنا. يجب تصعيب الأمر عليهم، وينبغي أن نكون أشدّاء على المنتقدين بشكل كامل. في حال أردت أن «تتعامل مع الأمر بشكل منطقي»، فالهزيمة بانتظارك. بكل تأكيد نحن لا نخرق أي قوانين، وليس لدينا ما نخفيه. ولكننا بكل بساطة نعتبر مهاجمينا وكالةً لحملة بروباغندا مناهضة للساينتولوجي. لقد أثبتوا أنهم لا يهتمون بأي حقائق نقدمها، ويستمرون في الكذب رغم ما يجدونه من دلائل في صالحنا. إيّاك والانتظار. لا تتحدّث عنّا، بل عن المنتقدين أنفسهم. استخدم جرائمهم، وحياتهم الجنسية لجرّ أسمائهم في وحل العناوين الرئيسة. أنطلق بكلامي هذا من خبرة 15 سنة في هذا المجال. لم ينتقدنا أحد قط دون أن يكون نفسه ضالعًا في ارتكاب مخالفة أو جريمة ما. كان كلّ ما فعلناه هو التنقيب خلفه، والعثور على جريمة قتل ارتكبها.
الانتقادات للساينتولوجي، «بيان السياسات من مكتب هوبارد للاتصالات»، 25 فبراير 1966.

### الفيلم الوثائقي: السيانتولوجيا وأنا
في العام 2007، بثت البي بي سي فيلمًا وثائقيًّا من إنتاج الصحفي جون سويني، وخضع الفيلم للفحص الدقيق مِن طرف السيانتولوجيا. ادّعى سويني أنه «في أثناء إنتاج فيلم البي بي سي بانوراما السيانتولوجيا وأنا، تعرّضت للصراخ، والتجسس عليّ، واقتُحمت غرفتي في الفندق ليلًا، وأُسيءَ إليّ بكلمات مثل «متعصّب» أطلقها بحقّي نجوم السينما المنتسبين لكنيسة السيانتولوجيا الذين أحسست بأنهم مغسولو الدماغ عبر وسائل تشبه غرف تعذيب النازيين ويظنون أنهم يجوبون شوارع لوس أنجيلوس وغرباء شريرون في إثرِهم». أسفر هذا عن نشر السيانتولوجيا لمقطع فيديو يظهر فيه سويني والناطق الرسمي للساينتولوجي تومي ديفيس يتناقشات بحدّة ويصرخان على بعضهما. نشرت الكنيسة قرص دي في دي تتهم فيه البي بي سي بتنظيم مظاهرة خارج مكتب السيانتولوجيا في لندن، أطلق فيها بعض المتظاهرين «تهديدات إرهابية بالقتل» ضد منتسبي السيانتولوجيا. وصفت البي بي سي تلك المزاعم بكونها «مثيرة للسخرية وما هي إلا هُراء». وعلّقت منتجة البرنامج في البي بي سي، ساندي سميث، بقولها أن كنيسة السيانتولوجيا «ليس لديها أسلوبٌ للتعامل مع أي نوع من أنواع النقد».